# کورتانا (شمشیر)

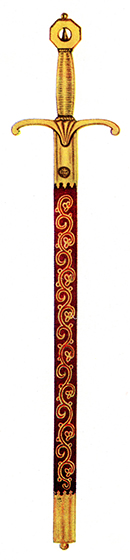
Curtana

کورتانا (انگلیسی: Curtana) شمشیر انتساب داده‌شده به ادوارد خستو، شمشیری تشریفاتی است که در تاجگذاری سلطنتی در انگلستان مورد استفاده قرار می گیرد و یکی از جواهرات سلطنتی پادشاهی انگلستان است. انتهای تیغهٔ این شمشیر صاف و مربع است تا نمادی از رحمت باشد به همین مناسبت گاهی با نام شمشیر رحمت نیز شناخته می‌گردد. شمشیر فعلی نسخه‌ای است که در قرن ۱۷ ساخته شده است و تصور می‌شود که نسخهٔ اصلی آن همان شمشیر تریستان باشد. انتساب این شمشیر به ادوارد خستو ممکن است موضوعی نادرست و جعلی باشد.